# Codici aeroportuali IATA - P

## PA-PH
- PAA Aeroporto civile, Pa-An, Birmania
- PAB Aeroporto civile, Bilaspur, India
- PAC Aeroporto Marcos A. Gelabert, Panama-Paitilla, Panama
- PAD Aeroporto di Paderborn-Lippstadt, Lippstadt, Paderborn (Büren), Germania
- PAE Aeroporto Snohomish County, Everett (Washington), Stati Uniti d'America
- PAF Aeroporto civile, Pakuba, Uganda
- PAG Aeroporto civile, Pagadian, Zamboanga Del Sur, Filippine
- PAH Aeroporto civile, Paducah (Kentucky), Stati Uniti d'America
- PAI Aeroporto civile, Pailin, Cambogia
- PAJ Aeroporto civile, Para Chinar, Pakistan
- PAK Aeroporto civile, Hanapepe-Port Allen, Stati Uniti d'America
- PAL Aeroporto civile, Palanquero, Colombia
- PAM Aeroporto Tyndall Air Force Base, Panama City, Stati Uniti d'America
- PAN Aeroporto civile, Pattani, Thailandia
- PAO Aeroporto civile, Palo Alto, Stati Uniti d'America
- PAP Aeroporto Internazionale Toussaint Louverture, Port-au-Prince, Haiti
- PAQ Aeroporto Municipale, Palmer (Alaska), Stati Uniti d'America
- PAR Qualunque aeroporto di Parigi, Francia
- PAS Aeroporto civile, Paro, Grecia
- PAT Aeroporto civile, Patna, India
- PAU Aeroporto civile, Pauk, Birmania
- PAV Aeroporto civile, Paulo Afonso, Brasile
- PAW Aeroporto civile, Pambwa, Papua Nuova Guinea
- PAX Aeroporto civile, Port-de-Paix, Haiti
- PAY Aeroporto civile, Pamol, Malaysia
- PAZ Aeroporto civile, Poza Rica, Messico
- PBA Aeroporto Point Barrow, Point Barrow, Stati Uniti d'America
- PBB Aeroporto civile, Paranaíba, Brasile
- PBC Aeroporto Internazionale di Puebla, Messico
- PBD Aeroporto civile, Porbandar, India
- PBE Aeroporto civile, Puerto Berrío, Colombia
- PBF Aeroporto Grider Field, Pine Bluff, Stati Uniti d'America
- PBG Aeroporto Plattsburgh Air Force Base, Plattsburgh (New York), Stati Uniti d'America
- PBH Aeroporto civile, Aeroporto di Paro Paro, Bhutan
- PBI Aeroporto Palm Beach International, West Palm Beach, Stati Uniti d'America
- PBJ Aeroporto civile, Paama, Vanuatu
- PBK Aeroporto civile, Pack Creek (Alaska), Stati Uniti d'America
- PBL Aeroporto Bartolome Salom, Puerto Cabello, Venezuela
- PBM Aeroporto Johan A. Pengel, Paramaribo, Suriname
- PBN Aeroporto civile, Porto Amboim, Angola
- PBO Aeroporto civile, Paraburdoo, Australia
- PBP Aeroporto civile, Punta Islita, Costa Rica
- PBQ Aeroporto civile, Pimenta Bueno, Brasile
- PBR Aeroporto civile, Puerto Barrios, Guatemala
- PBU Aeroporto civile, Putao, Birmania
- PBZ Aeroporto civile, Plettenberg Bay, Sudafrica
- PCA Aeroporto civile, Portage Creek (Alaska), Stati Uniti d'America
- PCB Aeroporto civile, Pondok Cabe, Indonesia
- PCC Aeroporto civile, Puerto Rico, Colombia
- PCD Aeroporto civile, Prairie du Chien, Stati Uniti d'America
- PCG Aeroporto civile, Paso Caballos, Guatemala
- PCH Aeroporto civile, Palacios, Honduras
- PCK Aeroporto civile, Porcupine Creek, Stati Uniti d'America
- PCL Aeroporto civile, Pucalipa, Perù
- PCM Aeroporto civile, Playa del Carmen, Messico
- PCN Aeroporto Koromiko, Picton, Nuova Zelanda
- PCO Aeroporto civile, Punta Colorada, Messico
- PCP Aeroporto civile, Príncipe, São Tomé e Príncipe
- PCR Aeroporto civile, Puerto Carreño, Colombia
- PCS Aeroporto civile, Picos, Brasile
- PCT Aeroporto civile, Princeton, Stati Uniti d'America
- PCU Aeroporto civile, Picayune/Pearl River (Mississippi), Stati Uniti d'America
- PCV Aeroporto civile, Punta Chivato, Messico
- PDA Aeroporto civile, Puerto Inirida, Colombia
- PDB Aeroporto civile, Pedro Bay (Alaska), Stati Uniti d'America
- PDC Aeroporto Nickel, Mueo, Nuova Caledonia
- PDE Aeroporto civile, Pandie Pandie, Australia
- PDF Aeroporto civile, Prado, Brasile
- PDG Aeroporto Tabing, Padang, Indonesia
- PDI Aeroporto civile, Pindiu, Papua Nuova Guinea
- PDK Aeroporto di Atlanta De Kalb-Peachtree, Georgia, Stati Uniti d'America
- PDL Aeroporto di Ponta Delgada, Ponta Delgada, São Miguel, Azzorre, Portogallo
- PDN Aeroporto civile, Parndana, Australia
- PDO Aeroporto civile, Pendopo, Indonesia
- PDP Aeroporto El Jacuel, Punta del Este, Uruguay
- PDR Aeroporto civile, Presidente Dutra, Brasile
- PDS Aeroporto International, Piedras Negras, Messico
- PDT Aeroporto civile, Pendleton (Oregon), Stati Uniti d'America
- PDU Aeroporto civile, Paysandú, Uruguay
- PDV Aeroporto civile, Plovdiv, Bulgaria
- PDX Aeroporto Portland International, Portland (Oregon), Stati Uniti d'America
- PDZ Aeroporto civile, Pedernales, Venezuela
- PEA Aeroporto civile, Penneshaw, Australia
- PEB Aeroporto civile, Pebane, Mozambico
- PEC Aeroporto civile, Pelican (Alaska), Stati Uniti d'America
- PEE Aeroporto di Perm', Perm', Russia
- PEG Aeroporto di Perugia, Perugia, Italia
- PEH Aeroporto Comodoro P. Zanni, Pehuajó, Argentina
- PEI Aeroporto Matecana, Pereira, Colombia
- PEK Aeroporto internazionale di Pechino, Pechino, Cina
- PEL Aeroporto civile, Pelaneng, Lesotho
- PEM Aeroporto Padre Aldamiz, Puerto Maldonado, Perù
- PEN Aeroporto Bayan Lepas International, Penang, Malaysia
- PEP Aeroporto civile, Peppimenarti, Australia
- PEQ Aeroporto civile, Pecos (Texas), Stati Uniti d'America
- PER Aeroporto di Perth, Perth, Australia
- PES Aeroporto Besovets, Petrozavodsk, Russia
- PET Aeroporto civile, Pelotas, Brasile
- PEU Aeroporto civile, Puerto Lempira, Honduras
- PEW Aeroporto Internazionale di Peshawar, Pakistan
- PEX Aeroporto civile, Pečora, Russia
- PEY Aeroporto civile, Penong, Australia
- PEZ Aeroporto civile, Penza, Russia
- PFA Aeroporto civile, Paf Warren, Stati Uniti d'America
- PFB Aeroporto Lauro Kurtz, Passo Fundo, Brasile
- PFC Aeroporto civile, Pacific City (Oregon), Stati Uniti d'America
- PFD Aeroporto civile, Port Frederick, Stati Uniti d'America
- PFJ Aeroporto civile, Patreksfjörður, Islanda
- PFN Aeroporto Bay County, Panama City (Florida), Stati Uniti d'America
- PFO Aeroporto International, Pafo, Cipro
- PFR Aeroporto civile, Ilebo, Repubblica Democratica del Congo
- PGA Aeroporto civile, Page (Arizona), Stati Uniti d'America
- PGB Aeroporto civile, Pangoa, Papua Nuova Guinea
- PGC Aeroporto civile, Petersburg (Virginia Occidentale), Stati Uniti d'America
- PGD Aeroporto civile, Punta Gorda, Stati Uniti d'America
- PGE Aeroporto civile, Yegepa, Papua Nuova Guinea
- PGF Aeroporto Rivesaltes, Perpignan, Francia
- PGG Aeroporto civile, Progresso, Brasile
- PGH Aeroporto civile, Pantnagar, India
- PGI Aeroporto Dundo, Chitato Portugalia, Angola
- PGK Aeroporto civile, Pangkalpinang, Indonesia
- PGM Aeroporto civile, Port Graham, Stati Uniti d'America
- PGN Aeroporto civile, Pangia, Papua Nuova Guinea
- PGO Aeroporto civile, Pagosa Springs Stevens, Stati Uniti d'America
- PGP Aeroporto civile, Porto Alegre, São Tomé e Príncipe
- PGR Aeroporto civile municipale, Paragould, Stati Uniti d'America
- PGS Aeroporto civile, Peach Springs, Stati Uniti d'America
- PGV Aeroporto civile, Greenville (Carolina del Nord), Stati Uniti d'America
- PGX Aeroporto Bassillac, Périgueux, Francia Twin Jet (T7) [1]
- PGZ Aeroporto civile, Ponta Grossa, Brasile
- PHA Aeroporto civile, Phan Rang, Vietnam
- PHB Aeroporto civile, Parnaíba, Brasile
- PHC Aeroporto internazionale di Port Harcourt, Port Harcourt, Nigeria
- PHD Aeroporto Harry Clever Field, New Philadelphia (Ohio), Stati Uniti d'America
- PHE Aeroporto civile, Port Hedland (Australia Occidentale), Australia
- PHF Aeroporto Patrick Henry Field, Newport News/Williamsburg (Virginia), Stati Uniti d'America
- PHH Aeroporto civile, Phan Thiết, Vietnam
- PHI Aeroporto civile, Pinheiro, Brasile
- PHJ Aeroporto civile, Port Hunter, Australia
- PHK Aeroporto civile, Pahokee Co Glades, Stati Uniti d'America
- PHL Aeroporto Philadelphia International, Filadelfia (Pennsylvania), Stati Uniti d'America
- PHN Aeroporto civile, Port Huron, Stati Uniti d'America
- PHO Aeroporto civile, Point Hope (Alaska), Stati Uniti d'America
- PHP Aeroporto civile, Philip (Dakota del Sud), Stati Uniti d'America
- PHR Aeroporto civile, Pacific Harbour, Figi
- PHS Aeroporto civile, Phitsanulok, Thailandia
- PHT Aeroporto civile, Paris, Stati Uniti d'America
- PHU Aeroporto civile, Phu-Vinh, Vietnam
- PHW Aeroporto Hendrick van Eck, Phalaborwa, Sudafrica
- PHX Aeroporto Sky Harbor International, Phoenix (Arizona), Stati Uniti d'America
- PHZ Aeroporto civile, Phi Phi Island, Thailandia

## PI-PR
- PIA Aeroporto Greater Peoria, Peoria (Illinois), Stati Uniti d'America
- PIB Aeroporto Pine Belt Regional, Hattiesburg/Laurel (Mississippi), Stati Uniti d'America
- PIC Aeroporto civile, Pine Cay, Dipendenze Britanniche
- PID Aeroporto civile, Nassau Paradise Island, Bahamas
- PIE Aeroporto Internazionale di St. Pete-Clearwater, Saint Petersburg (Florida), Stati Uniti d'America
- PIF Aeroporto Air Force Base, Pingtung South, Taiwan
- PIF Aeroporto civile, Pingtung North, Taiwan
- PIG Aeroporto civile, Pitinga, Brasile
- PIH Aeroporto civile, Pocatello (Idaho), Stati Uniti d'America
- PII Aeroporto civile, Fairbanks Phillips, Stati Uniti d'America
- PIK Aeroporto Prestwick, Glasgow, Regno Unito
- PIL Aeroporto civile, Pilar, Paraguay
- PIM Aeroporto civile, Pine Mountain Harris, Stati Uniti d'America
- PIN Aeroporto civile, Parintins, Brasile
- PIO Aeroporto civile, Pisco, Perù
- PIP Aeroporto civile, Pilot Point (Alaska), Stati Uniti d'America
- PIQ Aeroporto civile, Pipillipai, Guyana
- PIR Aeroporto civile, Pierre (Dakota del Sud), Stati Uniti d'America
- PIS Aeroporto Biard, Poitiers, Francia
- PIT Aeroporto Internazionale di Pittsburgh, Pennsylvania, Stati Uniti d'America
- PIU Aeroporto Capitan Concha, Piura, Perù
- PIW Aeroporto civile, Pikwitonei, Canada
- PIX Aeroporto civile, Pico Island, Azzorre - Portogallo
- PIZ Aeroporto Point Lay LRRS, Point Lay (Alaska), Stati Uniti d'America
- PJB Aeroporto civile, Payson (Arizona), Stati Uniti d'America
- PJC Aeroporto civile, Pedro Juan Caballero, Paraguay
- PJG Aeroporto di Panjgur/Air Base, Panjgur, Pakistan
- PJM Aeroporto civile, Puerto Jiménez, Costa Rica
- PJS Aeroporto civile, Port San Juan, Stati Uniti d'America
- PJZ Aeroporto civile, Puerto Juarez, Messico
- PKA Aeroporto civile, Napaskiak (Alaska), Stati Uniti d'America
- PKB Aeroporto civile, Parkersburg, Stati Uniti d'America
- PKC Aeroporto Yelizovo, Petropavlovsk-Kamčatskij, Russia
- PKD Aeroporto Municipal, Park Rapids (Minnesota), Stati Uniti d'America
- PKE Aeroporto civile, Parkes (Nuova Galles del Sud), Australia
- PKF Aeroporto civile, Park Falls (Wisconsin), Stati Uniti d'America
- PKG Aeroporto civile, Pangkor, Malaysia
- PKH Aeroporto civile, Porto Kheli Alexion, Grecia
- PKK Aeroporto civile, Pakokku, Birmania
- PKL Aeroporto civile, Pakatoa, Nuova Zelanda
- PKM Aeroporto civile, Port Kaituma, Guyana
- PKN Aeroporto civile, Pangkalanbun, Indonesia
- PKO Aeroporto civile, Parakou, Benin
- PKP Aeroporto civile, Puka Puka, Polinesia Francese
- PKR Aeroporto civile, Pokhara, Nepal
- PKS Aeroporto civile, Paksane, Laos
- PKT Aeroporto civile, Port Keats, Australia
- PKU Aeroporto Simpang Tiga, Pekanbaru, Indonesia
- PKV Aeroporto Internazionale Pskov-Kresty, Pskov, Russia
- PKW Aeroporto civile, Selebi-Phikwe/Selibi Phikwe, Botswana
- PKX Aeroporto di Pechino-Daxing, Pechino, Cina
- PKY Aeroporto Cilik Riwut, Palangkaraya, Indonesia
- PKZ Aeroporto civile, Pakse, Laos
- PLA Aeroporto civile, Planadas, Colombia
- PLB Aeroporto Municipale di Plattsburgh, Plattsburgh (New York), Stati Uniti d'America
- PLC Aeroporto civile, Planeta Rica, Colombia
- PLD Aeroporto civile, Playa Samara, Costa Rica
- PLE Aeroporto civile, Paiela, Papua Nuova Guinea
- PLF Aeroporto civile, Pala, Ciad
- PLH Aeroporto Roborough, Plymouth, Regno Unito
- PLI Aeroporto civile, Palm Island, Saint Vincent e Grenadine
- PLJ Aeroporto civile, Placencia, Belize
- PLK Aeroporto civile, Point Lookout M.g. Clark, Stati Uniti d'America
- PLL Aeroporto civile, Manaus-Ponta Pelada, Brasile
- PLM Aeroporto Sultan Mohd Badaruddin, Palembang, Indonesia
- PLN Aeroporto civile, Pellston (Michigan), Stati Uniti d'America
- PLO Aeroporto civile, Port Lincoln (Australia Meridionale), Australia
- PLP Aeroporto civile, La Palma, Panama
- PLQ Aeroporto Internazionale di Palanga, Lituania
- PLR Aeroporto civile, Pell City St. Clair, Stati Uniti d'America
- PLS Aeroporto Internazionale di Providenciales, Providenciales, Turks e Caicos
- PLT Aeroporto civile, Plato, Colombia
- PLU Aeroporto Confins/Pamphula, Belo Horizonte-Pampulha, Brasile
- PLV Aeroporto civile, Poltava, Ucraina
- PLW Aeroporto Mutiara, Palu, Indonesia
- PLX Aeroporto di Semipalatinsk, Semipalatinsk/Semey, Kazakistan
- PLY Aeroporto civile, Plymouth, Stati Uniti d'America
- PLZ Aeroporto H.F. Verwoerd, Port Elizabeth, Sudafrica
- PMA Aeroporto Karume, Pemba Island, Tanzania
- PMB Aeroporto Municipale di Pembina, Pembina (Dakota del Nord), Stati Uniti d'America
- PMC Aeroporto El Tepual, Puerto Montt, Cile
- PMD Aeroporto Regionale di Palmdale, Palmdale (California), Stati Uniti d'America
- PME Aeroporto civile, Portsmouth, Regno Unito
- PMF Aeroporto di Parma, Parma, Italia
- PMG Aeroporto International, Ponta Porã, Brasile
- PMH Aeroporto civile, Portsmouth, Stati Uniti d'America
- PMI Aeroporto Son San Juan, Palma di Maiorca, Spagna
- PMK Aeroporto civile, Palm Island, Australia
- PML Aeroporto civile, Port Moller (Alaska), Stati Uniti d'America
- PMM Aeroporto civile, Phanom Sarakham, Thailandia
- PMN Aeroporto civile, Pumani, Papua Nuova Guinea
- PMO Aeroporto Falcone-Borsellino, Palermo-Punta Raisi, Italia
- PMP Aeroporto civile, Pimaga, Papua Nuova Guinea
- PMQ Aeroporto civile, Perito Moreno, Argentina
- PMR Aeroporto civile, Palmerston North, Nuova Zelanda
- PMS Aeroporto civile, Palmyra, Siria
- PMT Aeroporto civile, Paramakatoi, Guyana
- PMU Aeroporto civile, Paimiut, Stati Uniti d'America
- PMV Aeroporto Internazionale dei Caraibi Santiago Mariño, isola Margarita, Venezuela
- PMW Aeroporto civile, Palmas, Brasile
- PMX Aeroporto civile, Palmer Metro, Stati Uniti d'America
- PMY Aeroporto El Tehuelche, Puerto Madryn (CB), Argentina
- PMZ Aeroporto civile, Palmar Sur, Costa Rica
- PNA Aeroporto Noain, Pamplona, Spagna
- PNB Aeroporto civile, Porto Nacional, Brasile
- PNC Aeroporto Ponca City Municipal, Ponca City (Oklahoma), Stati Uniti d'America
- PND Aeroporto civile, Punta Gorda (Florida), Belize
- PNE Aeroporto Northeast Philadelphia, Filadelfia (Pennsylvania), Stati Uniti d'America
- PNF Aeroporto civile, Peterson's Point, Stati Uniti d'America
- PNG Aeroporto civile, Paranaguá, Brasile
- PNH Aeroporto Pochentong, Phnom Penh, Cambogia
- PNI Aeroporto Pohnpei Island Pohnpei International, Pohnpei, Stati Federati di Micronesia
- PNK Aeroporto Internazionale Supadio, Pontianak, Indonesia
- PNL Aeroporto Civile-Militare, Pantelleria, Italia
- PNN Aeroporto civile, Princeton, Stati Uniti d'America
- PNO Aeroporto civile, Pinotepa Nacional, Messico
- PNP Aeroporto civile, Popondetta, Papua Nuova Guinea
- PNQ Aeroporto civile, Pune/Poona, India
- PNR Aeroporto Agotino Neto, Pointe-Noire, Congo
- PNS Aeroporto Internazionale di Pensacola, Pensacola (Florida), Stati Uniti d'America
- PNT Aeroporto civile, Puerto Natales Gallardo, Cile
- PNU Aeroporto civile municipale, Panguitch, Stati Uniti d'America
- PNX Aeroporto civile Sherman, Denison, Stati Uniti d'America
- PNY Aeroporto civile, Pondicherry, India
- PNZ Aeroporto civile, Petrolina, Brasile
- POA Aeroporto Salgado Filho, Porto Alegre, Brasile
- POB Aeroporto Air Force Base, Pope (Carolina del Nord), Stati Uniti d'America
- POC Aeroporto civile Brackett Field, La Verne (California), Stati Uniti d'America
- POD Aeroporto civile, Podor, Senegal
- POE Fort Polk Army Air Field, Fort Polk (Louisiana), Stati Uniti d'America
- POF Aeroporto Municipale di Poplar Bluff, Poplar Bluff (Missouri), Stati Uniti d'America
- POG Aeroporto civile, Port Gentil, Gabon
- POH Aeroporto civile, Pocahontas, Stati Uniti d'America
- POI Aeroporto Capitan Nicolas Rojas, Potosí, Bolivia
- POL Aeroporto Porto Amelia, Pemba, Mozambico
- POM Aeroporto civile, Port Moresby, Papua Nuova Guinea
- PON Aeroporto civile, Poptún, Guatemala
- POO Aeroporto civile, Poços de Caldas, Brasile
- POP Aeroporto la Union International, Puerto Plata, Repubblica Dominicana
- POQ Aeroporto civile, Polk Inlet (Alaska), Stati Uniti d'America
- POR Aeroporto civile, Pori, Finlandia
- POS Aeroporto Internazionale di Piarco, Port of Spain, Trinidad e Tobago
- POT Aeroporto Ken Jones, Port Antonio, Giamaica
- POU Aeroporto civile, Poughkeepsie (New York), Stati Uniti d'America
- POV Aeroporto civile, Přerov, Repubblica Ceca
- POW Aeroporto Secovlje, Portorose, Slovenia
- POX Aeroporto Cormeilles-en-Vexin, Pontoise, Francia
- POY Aeroporto civile, Powell (Wyoming), Stati Uniti d'America
- POZ Aeroporto Lawica, Poznań, Polonia
- PPA Aeroporto civile, Pampa Lefors Fld, Stati Uniti d'America
- PPB Aeroporto civile, Presidente Prudente, Brasile
- PPC Aeroporto civile, Prospect Creek, Stati Uniti d'America
- PPD Aeroporto civile di Humacao-Palmas del Mar, Humacao, Porto Rico
- PPE Aeroporto civile, Puerto Peñasco, Messico
- PPF Aeroporto Tri-City, Parsons (Kansas), Stati Uniti d'America
- PPG Aeroporto Tutuila International, Pago Pago, Samoa Americane
- PPH Aeroporto civile, Peraitepuy, Venezuela
- PPI Aeroporto civile, Port Pirie, Australia
- PPJ Aeroporto civile, Pulau Panjang, Indonesia
- PPK Aeroporto civile, Petropavlovsk, Kazakistan
- PPL Aeroporto civile, Phaplu, Nepal
- PPM Aeroporto civile, Pompano Beach, Stati Uniti d'America
- PPN Aeroporto civile, Popayán, Colombia
- PPO Aeroporto civile, Powell Point, Bahamas
- PPP Aeroporto Proserpine, Proserpine (Queensland), Australia
- PPQ Aeroporto di Paraparaumu, Paraparaumu, Nuova Zelanda
- PPR Aeroporto civile, Pasir Pangarayan, Indonesia
- PPS Aeroporto di Puerto Princesa, Puerto Princesa, Filippine
- PPT Aeroporto Faa'A, Papeete, Polinesia Francese
- PPU Aeroporto civile, Papun, Birmania
- PPV Aeroporto civile, Port Protection (Alaska), Stati Uniti d'America
- PPW Aeroporto civile, Papa Westray, Regno Unito
- PPX Aeroporto civile, Param, Papua Nuova Guinea
- PPY Aeroporto civile, Pouso Alegre, Brasile
- PPZ Aeroporto civile, Puerto Paez, Venezuela
- PQC Aeroporto civile, Phú Quốc, Vietnam
- PQI Aeroporto civile, Presque Isle (Maine), Stati Uniti d'America
- PQM Aeroporto civile, Palenque, Messico
- PQQ Aeroporto civile, Port Macquarie/Macquarie Island (Nuova Galles del Sud), Australia
- PQS Aeroporto civile, Pilot Station (Alaska), Stati Uniti d'America
- PRA Aeroporto General Urquiza, Paraná, Argentina
- PRB Aeroporto Municipale di Paso Robles, Paso Robles (California), Stati Uniti d'America
- PRC Aeroporto Ernest A. Love Field, Prescott (Arizona), Stati Uniti d'America
- PRD Aeroporto civile, Pardoo, Australia
- PRE Aeroporto civile, Pore, Colombia
- PRF Aeroporto civile, Port Johnson, Stati Uniti d'America
- PRG Aeroporto Ruzyne, Praga, Repubblica Ceca
- PRH Aeroporto civile, Phrae, Thailandia
- PRI Aeroporto civile, Praslin Island, Seychelles
- PRJ Aliporto civile, Capri, Italia
- PRK Aeroporto civile, Prieska, Sudafrica
- PRL Aeroporto civile, Port Oceanic, Stati Uniti d'America
- PRM Aeroporto civile, Portimao Penina, Azzorre - Portogallo
- PRN Aeroporto civile, Pristina, Serbia
- PRP Aeroporto civile, Propriano, Francia
- PRQ Aeroporto civile, Presidencia Roque Sáenz Peña, Argentina
- PRR Aeroporto civile, Paruima, Guyana
- PRS Aeroporto civile, Parasi, Isole Salomone
- PRU Aeroporto civile, Prome, Birmania
- PRV Aeroporto civile, Přerov, Repubblica Ceca
- PRW Aeroporto civile, Prentice, Stati Uniti d'America
- PRX Aeroporto civile Cox Field, Paris (Texas), Stati Uniti d'America
- PRY Aeroporto Wonderboom, Pretoria, Sudafrica
- PRY Aeroporto civile, Pretoria Wonderboom, Sudafrica
- PRZ Aeroporto civile, Prineville, Stati Uniti d'America

## PS-PZ
- PSA Aeroporto di Pisa-San Giusto, Pisa, Italia
- PSC Aeroporto civile, Pasco (Washington), Stati Uniti d'America
- PSD Aeroporto civile, Porto Said, Egitto
- PSE Aeroporto Mercedita, Ponce, Porto Rico
- PSF Aeroporto Municipale di Pittsfield, Pittsfield (Massachusetts), Stati Uniti d'America
- PSG Aeroporto civile, Petersburg (Alaska), Stati Uniti d'America
- PSH Aeroporto civile, St. Peter Ording, Germania
- PSI Aeroporto Pasni Airport/Air Base, Pasni, Pakistan
- PSJ Aeroporto civile, Poso, Indonesia
- PSK Aeroporto civile, Dublin (Virginia), Contea di Pulaski (Virginia), Stati Uniti d'America
- PSL Aeroporto Scone, Perth, Regno Unito
- PSM Aeroporto civile, Portsmouth (New Hampshire), Stati Uniti d'America
- PSO Aeroporto civile, Pasto, Colombia
- PSP Aeroporto Internazionale di Palm Springs, Palm Springs (California), Stati Uniti d'America
- PSQ Aeroporto della Philadelphia Seaplane Base, Essington, Stati Uniti d'America
- PSR Aeroporto di Pescara, Pescara, Italia
- PSS Aeroporto civile, Posadas (Michigan), Argentina
- PST Aeroporto civile, Preston (Cuba), Cuba
- PSU Aeroporto civile, Putussibau, Indonesia
- PSV Aeroporto civile, Papa Stour, Regno Unito
- PSW Aeroporto civile, Passos, Brasile
- PSX Aeroporto Palacios Municipal, Palacios (Texas), Stati Uniti d'America
- PSY Aeroporto civile, Stanley, Isole Falkland
- PSZ Aeroporto Capitan Av. Salvador Ogaya, Puerto Suárez, Bolivia
- PTA Aeroporto civile, Port Alsworth (Alaska), Stati Uniti d'America
- PTB Aeroporto Automatic Weather Observing/Reporting System, Petersburg (Virginia), Stati Uniti d'America
- PTC Aeroporto civile, Port Alice, Stati Uniti d'America
- PTD Aeroporto civile, Port Alexander (Alaska), Stati Uniti d'America
- PTE Aeroporto civile, Port Stephens, Australia
- PTF Aeroporto civile, Malolo Lailai, Figi
- PTG Aeroporto civile, Polokwane (già Pietersburg), Sudafrica
- PTH Aeroporto civile, Port Heiden (Alaska), Stati Uniti d'America
- PTI Aeroporto civile, Port Douglas, Australia
- PTJ Aeroporto civile, Portland (Victoria), Australia
- PTK Aeroporto Oakland-Pontiac, Pontiac (Michigan), Stati Uniti d'America
- PTL Aeroporto civile, Port Armstrong, Stati Uniti d'America
- PTM Aeroporto civile, Palmarito, Venezuela
- PTN Aeroporto civile, Patterson Memorial (Louisiana), Stati Uniti d'America
- PTO Aeroporto civile, Pato Branco Municipal, Brasile
- PTP Aeroporto Internazionale di Pointe-à-Pitre, Guadalupa
- PTQ Aeroporto civile, Porto de Moz, Brasile
- PTR Aeroporto civile, Pleasant Harbor, Stati Uniti d'America
- PTS Aeroporto civile, Pittsburg (Kansas), Stati Uniti d'America
- PTT Aeroporto Municipal, Pratt (Kansas), Stati Uniti d'America
- PTU Aeroporto civile, Platinum (Alaska), Stati Uniti d'America
- PTV Aeroporto Automatic Weather Observing/Reporting System, Porterville (California), Stati Uniti d'America
- PTW Aeroporto Pottstown Limerick, Pottstown (Pennsylvania), Stati Uniti d'America
- PTX Aeroporto civile, Pitalito, Colombia
- PTY Aeroporto Tocumen International, Panama, Panama
- PTZ Aeroporto Rio Amazonas, Pastaza, Ecuador
- PUA Aeroporto civile, Puas, Papua Nuova Guinea
- PUB Aeroporto Pueblo Memorial, Pueblo (Colorado), Stati Uniti d'America
- PUC Aeroporto Carbon County, Price (Utah), Stati Uniti d'America
- PUD Aeroporto civile, Puerto Deseado (Carolina del Sud), Argentina
- PUE Aeroporto civile, Puerto Obaldía, Panama
- PUF Aeroporto Uzein - Pyrénées, Pau Pont Long, Francia
- PUG Aeroporto civile, Port Augusta (Australia Meridionale), Australia
- PUH Aeroporto civile, Pochutla, Messico
- PUI Aeroporto civile, Pureni, Papua Nuova Guinea
- PUJ Aeroporto Internazionale di Punta Cana, Repubblica Dominicana
- PUK Aeroporto civile, Pukarua, Polinesia Francese
- PUL Aeroporto civile, Poulsbo, Stati Uniti d'America
- PUM Aeroporto civile, Pomalaa, Indonesia
- PUN Aeroporto civile, Punia, Repubblica Democratica del Congo
- PUP Aeroporto civile, Po, Burkina Faso
- PUQ Aeroporto Presidente C. I. del Campo, Punta Arenas, Cile
- PUR Aeroporto civile, Puerto Rico, Bolivia
- PUS Aeroporto Internazionale di Pusan-Gimhae, Pusan, Corea del Sud
- PUT Aeroporto civile, Puttaparthi, India
- PUU Aeroporto civile, Puerto Asís, Colombia
- PUV Aeroporto civile, Poum, Nuova Caledonia
- PUW Aeroporto civile, Pullman (Washington), Stati Uniti d'America
- PUY Aeroporto civile, Pola, Croazia
- PUZ Aeroporto civile, Puerto Cabezas, Nicaragua
- PVA Aeroporto civile, Providencia, Colombia
- PVC Aeroporto civile, Provincetown (Massachusetts), Stati Uniti d'America
- PVD Aeroporto Theodore Francis Green State, Providence (Rhode Island), Stati Uniti d'America
- PVE Aeroporto civile, El Porvenir, Panama
- PVF Aeroporto civile, Placerville, Stati Uniti d'America
- PVG Aeroporto Internazionale Pudong, Shanghai, Cina
- PVH Aeroporto civile, Porto Velho, Brasile
- PVI Aeroporto civile, Paranavaí, Brasile
- PVK Aeroporto Aktion Airport/Air Base, Prevesa/Lefkaz, Grecia
- PVN Aeroporto civile, Pleven, Bulgaria
- PVO Aeroporto civile, Portoviejo, Ecuador
- PVR Aeroporto Lic. Gustavo D. Ordaz, Puerto Vallarte, Messico
- PVS Aeroporto civile, Providenija, Russia
- PVU Aeroporto Municipale, Provo, Stati Uniti d'America
- PVW Aeroporto civile, Plainview (Texas), Stati Uniti d'America
- PVX Aeroporto civile, Provedenia, Russia
- PVY Aeroporto civile, Pope Vanoy, Stati Uniti d'America
- PVZ Aeroporto civile, Painesville, Stati Uniti d'America
- PWA Aeroporto Wiley Post, Oklahoma City, Stati Uniti d'America
- PWD Aeroporto civile, Plentywood Sherwood, Stati Uniti d'America
- PWE Aeroporto Apapel'ghino, Pevek, Russia
- PWI Aeroporto civile, Pawi Beles, Etiopia
- PWK Aeroporto Pal-Waukee, Chicago/Wheeling (Illinois), Stati Uniti d'America
- PWL Aeroporto civile, Purwokerto, Indonesia
- PWM Aeroporto Portland International Jetport, Portland (Maine), Stati Uniti d'America
- PWN Aeroporto civile, Pitts Town, Bahamas
- PWO Aeroporto civile, Pweto, Repubblica Democratica del Congo
- PWQ Aeroporto civile, Pavlodar, Kazakistan
- PWR Aeroporto civile, Port Walter, Stati Uniti d'America
- PWT Aeroporto Municipale di Bremerton, Bremerton (Washington), Stati Uniti d'America
- PXL Aeroporto civile, Polacca (Arizona), Stati Uniti d'America
- PXM Aeroporto civile, Puerto Escondido, Messico
- PXO Aeroporto civile, Porto Santo, Madera
- PXU Aeroporto Cu Hanh, Pleiku, Vietnam
- PYA Aeroporto civile, Puerto Boyacá, Colombia
- PYB Aeroporto civile, Jeypore, India
- PYC Aeroporto civile, Playon Chico, Panama
- PYE Aeroporto civile, Penrhyn Island, Isole Cook
- PYH Aeroporto civile, Puerto Ayacucho, Venezuela
- PYJ Aeroporto di Udačnyj-Poljarnyj, Udačnyj, Russia
- PYL Aeroporto civile, Perry Island, Stati Uniti d'America
- PYM Aeroporto Municipale di Plymouth, Plymouth (Massachusetts), Stati Uniti d'America
- PYN Aeroporto civile, Payan, Colombia
- PYO Aeroporto civile, Putumayo, Ecuador
- PYR Aeroporto civile, Pyrgos, Grecia
- PYV Aeroporto civile, Yaviza, Panama
- PYX Aeroporto civile, Pattaya, Thailandia
- PZA Aeroporto civile, Paz de Ariporo, Colombia
- PZB Aeroporto Oribi, Pietermaritzburg, Sudafrica
- PZE Aeroporto civile, Penzance, Regno Unito
- PZH Aeroporto Zhob Air Base, Zhob, Pakistan
- PZL Aeroporto civile, Phinda Zulu Inyal, Sudafrica
- PZO Aeroporto civile, Puerto Ordaz, Venezuela
- PZU Aeroporto Port Sudan International, Porto Sudan, Sudan
- PZU Aeroporto internazionale di Port Sudan, Porto Sudan, Sudan
- PZY Aeroporto civile, Piešťany, Slovacchia